# Mary Alice
Mary Alice Smith, nota al pubblico semplicemente come Mary Alice (Indianola, 3 dicembre 1936 – New York, 27 luglio 2022), è stata un'attrice statunitense.

## Biografia
Mary Alice nasce a Indianola, nel Mississippi, da Ozelar Jurnakin e Sam Smith. Ha iniziato la carriera di attrice nella sua città natale ed è apparsa in oltre 50 show televisivi e film. Ha fatto il suo debutto sul grande schermo nel 1974 con il film The Education of Sonny Carson e più avanti come guest star nelle serie televisive Pepper Anderson - Agente speciale e Sanford and Son. Ha preso parte anche alla soap opera La valle dei pini e Tutti al college, spin-off della nota serie tv I Robinson, nel ruolo di Lettie Bostic.
Nel 1987 ha vinto un Tony Award per la miglior attrice non protagonista in uno spettacolo nell'opera teatrale Fences e nel 1993 vince un Emmy alla miglior attrice non protagonista in una serie drammatica nella serie Io volerò via. I film più importanti in cui Mary Alice ha preso parte sono Malcolm X, The Inkwell e Down in the Delta.
Nel 2003 fu scelta per il ruolo dell'Oracolo nel terzo capitolo del franchise di Matrix in sostituzione della sua interprete originale Gloria Foster, morta nel 2001 durante le riprese del secondo film.
Ritiratasi dalle scene nel 2005, morì per cause naturali nella sua casa a New York il 27 luglio 2022 all'età di 85 anni.

## Filmografia

### Cinema
- The Education of Sonny Carson (1974)
- Sparkle, regia di Sam O'Steen (1976)
- Beat Street, regia di Stan Lathan (1984)
- Teachers, regia di Arthur Hiller (1984)
- Dormire con rabbia (To Sleep with Anger), regia di Charles Burnett (1990)
- Risvegli (Awakenings), regia di Penny Marshall (1990)
- Il falò delle vanità (The Bonfire of the Vanities), regia di Brian De Palma (1990)
- Malcolm X, regia di Spike Lee (1992)
- Un mondo perfetto (A Perfect World), regia di Clint Eastwood (1993)
- Cercasi superstar (Life with Mikey), regia di James Lapine (1993)
- The Inkwell, regia di Matty Rich (1994)
- Amare è... (Bed of Roses), regia di Michael Goldenberg (1996)
- Down in the Delta, regia di Maya Angelou (1998)
- La costa del sole (Sunshine State), regia di John Sayles (2002)
- Matrix Revolutions (The Matrix Revolutions), regia di Andy e Larry Wachowski (2003)

### Televisione
- The Sty of the Blind Pig - film TV (1974)
- Pepper Anderson - Agente speciale (Police Woman) - serie TV, 1 episodio (1975)
- Sanford and Son - serie TV, 2 episodi - serie TV (1975)
- Good Times - serie TV, 1 episodio (1975)
- Insight - serie TV, 1 episodio (1976)
- La valle dei pini (All My Children) - serial TV (1980)
- Tutti al college (A Different World) - serie TV, 25 episodi (1987-1989)
- Avvocati a Los Angeles (L.A. Law) - serie TV, 1 episodio (1990)
- Io volerò via (I'll Fly Away) - serie TV, 7 episodi (1992)
- Law & Order - I due volti della giustizia (Law & Order) - serie TV, 1 episodio (1993)
- Great Performances - programma TV, 1 episodio (1994)
- Cosby - serie TV, 3 episodi (1999)
- Il tocco di un angelo (Touched by an Angel) - serie TV, 1 episodio (2000)
- Providence  serie TV, 1 episodio (2000)
- Soul Food - serie TV, 1 episodio (2001)
- Oz - serie TV, 1 episodio (2002)
- Line of Fire - serie TV, 1 episodio (2004)
- Kojak - serie TV, 1 episodio (2005)

## Doppiatrici italiane
- Sonia Scotti in Matrix Revolutions
- Antonella Giannini in Cercasi superstar
- Ida Sansone in Risvegli

## Premi e candidature
Premio Emmy
- 1992 - Nomination Miglior attrice non protagonista in una serie drammatica per Io volerò via
- 1993 - Miglior attrice non protagonista in una serie drammatica per Io volerò via

Tony Award
- 1987 - Miglior attrice non protagonista in uno spettacolo per Fences
- 1995 - Nomination Miglior attrice protagonista in uno spettacolo per Having Our Say